# Поздняев, Денис Андреевич
Дени́с (Диони́сий) Андре́евич Поздня́ев (род. 13 ноября 1970, Псков) — священнослужитель Русской православной церкви, протоиерей; настоятель храма святых первоверховных апостолов Петра и Павла в Гонконге (с 2003); миссионер, специалист по истории православия в Китае.
Автор монографии «Православие в Китае — XX век», множества статей о Православии в Корее, Японии и Монголии, редактор сборника «История Российской Духовной миссии в Китае» и «Православие в Корее». Переводчик церковной литературы на китайский язык.

## Биография
Родился 13 ноября 1970 года в Пскове. Мать — искусствовед, отец — писатель и журналист.
Проходил срочную службу в войсках связи. Вернувшись из армии, сразу поступил в семинарию.
В 1993 году окончил Московскую духовную семинарию.
В 1993 году рукоположён в сан диакона, а в 1994 году рукоположён во пресвитера. Нёс пастырское служение в московском храме святого князя Владимира в Старых Садех.
В 1994 году впервые побывал в Китае с частным визитом, побывав Пекине и Тяньцзине по приглашению крестника — московского китайца. «После этой поездки как-то с разных сторон многое, связанное с Православием в Китае, стало ко мне приходить: документы, встречи, знакомства. Стала понятной проблематика Православной Церкви в Китае».
В 1995 году узнал о русских лётчиках, попавших в индийскую тюрьму, которым грозила смертная казнь. Обратился к главе ОВЦС митрополиту Кириллу (Гундяеву) и к правозащитникам. Вошёл в состав созданного в том же году международного комитета гуманитарной помощи по спасению русских лётчиков, приговорённых в смертной казни в Индии (комитет возглавлял ректор МГИМО Анатолий Торкунов; в состав также входили Карина Москаленко, адвокат Анна Ставицкая, Григорий Ковриженко — заместитель председателя Российской ассоциации содействия ООН). Крестил русских лётчиков в индийской тюрьме. В итоге, общими усилиями в 2000 году лётчики были освобождены.
В 1996 году посетил Китай второй раз в составе международной делегации. «В эту же поезду я посетил Посольство России и познакомился с Послом И. А. Рогачевым, который на удивление тепло отнесся к идее возобновления богослужений на территории Посольства, где до 1956 года располагалась Пекинская Миссия. В вот же приезд я и послужил там — впервые после 40-летнего перерыва. По возвращении в Москву после доклада владыке Кириллу об итогах поездки я получил предложение работать в ОВЦС, занимаясь китайской проблематикой».
С 1997 года — сотрудник Секретариата по межправославным связям и загранучреждениям Отдела внешних церковных связей Московского Патриархата, Директор Центра изучения проблем православия в Китае.
Входил в редсовет издававшегося в 1999—2004 годы журнала «Китайский благовестник» (всего вышло 6 номеров).
3 мая 2000 года в храме Живоначальной Троицы в Хорошёве митрополитом Смоленским и Калининградским Кириллом награждён наперсным крестом.
C 1 по 8 октября 2002 года посетил КНДР по приглашению Общества верующих Корейской Народно-Демократической Республики.
Стал одним из инициаторов обсуждения в православной среде отношения к восточным единоборствам и проведения круглого стола «Православное сознание и боевые искусства».
На период строительства храма в честь Живоначальной Троицы в Пхеньяне, заложенного в июне 2003 года, осуществлял пастырское попечение о православных верующих в Пхеньяне, богослужения совершались на территории Посольства РФ в Пхеньяне.

### Служение в Гонконге

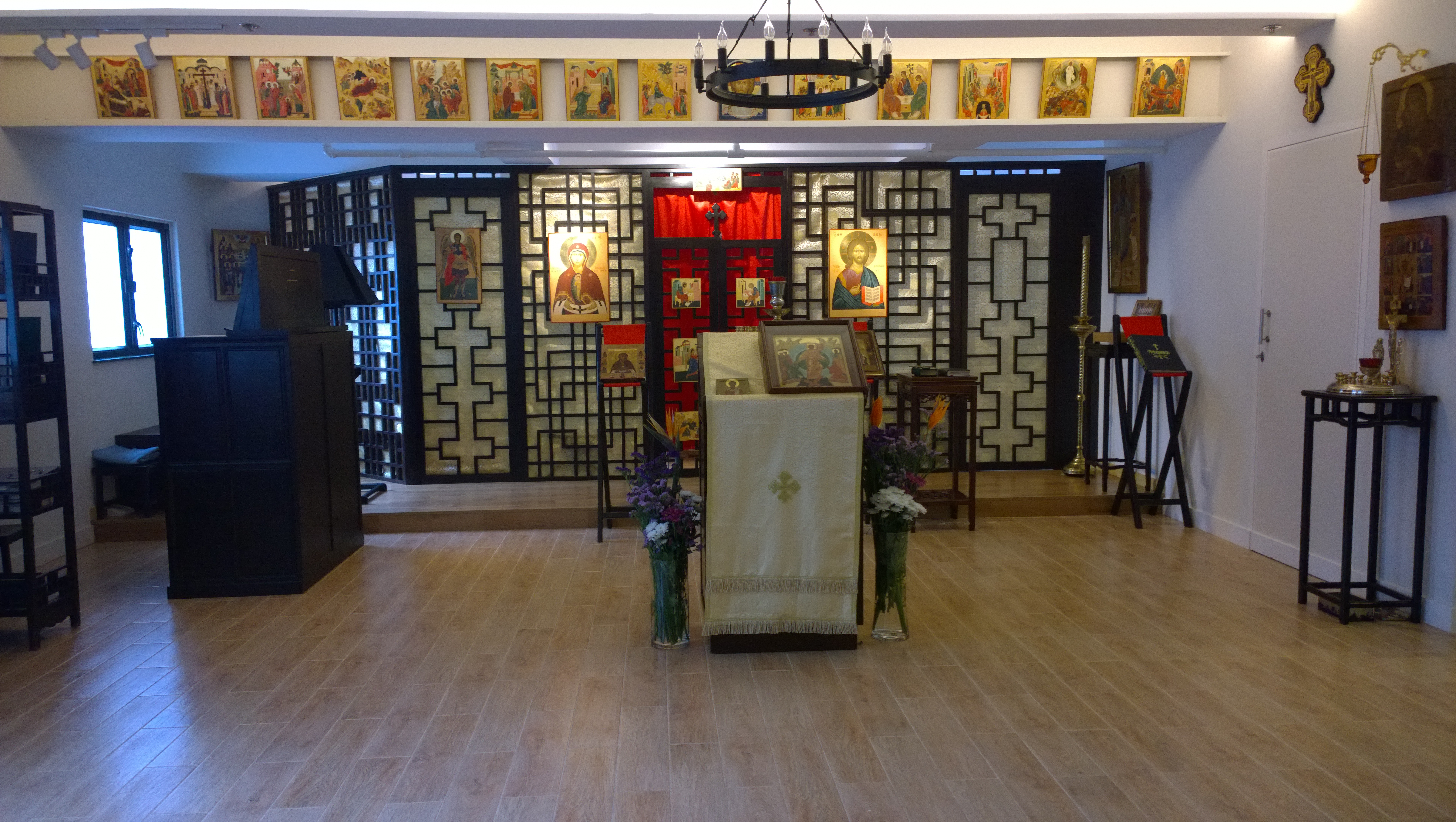
Храм святых Петра и Павла в Гонконге

В 2003 году решением Священного Синода Русской православной церкви назначен настоятелем прихода храма святых апостолов Петра и Павла в Гонконге.
6 июня 2006 года в Троицком соборе Данилова монастыря возведён в сан протоиерея.
В ноябре 2006 года стал вице-президентом православного братства всех китайских святых.
С 2007 года — директор Центра русского языка в Гонконге, а также член Общества Российско-китайской дружбы.
В 2008 году во время Олимпийских игр в Пекине оказывал духовную поддержку сборной России.
26 октября 2008 года был избран председателем Совета соотечественников (автономной структуры Координационного совета соотечественников в Китае), созданного решением первой конференции соотечественников Гонконга и Макао (автономная территория в составе Китайской Народной Республики).
Регулярно совершает богослужения в Гонконге, Пекине, Шэньчжэне и Гуанчжоу, осуществляет миссионерскую деятельность.
Вместе с китайцами — профессиональными переводчиками, а также слушателями и выпускниками православных духовных училищ ведёт работу по переводу литургических текстов на китайский язык. Является директором «China Orthodox Press» — первого китайского православного издательства, открывшегося в 2014 году в Гонконге.
Женат, имеет двоих сыновей. Владеет английским, немецким и китайским языками.
29 сентября 2019 года за богослужением в домовом храме Петропавловского прихода руководителем Управления Московской Патриархии по зарубежным учреждениям митрополитом Корсунским и Западноевропейским Антонием (Севрюком) награждён орденом преподобного Серафима Саровского III степени — протоиерею Дионисию Поздняеву во внимание к его 25-летнему служению Церкви в сане пресвитера.